# Max Schmeling (film)
Max Schmeling - Eine deutsche Legende è un film biografico e d'azione del regista tedesco Uwe Boll sulla vita dell'omonimo pugile. Il film è uscito nelle sale cinematografiche tedesche il 7 ottobre 2010.

## Trama
La trama è incentrata, in particolare, su un incontro del pugile tedesco Max Schmeling contro Joe Louis (che è diventato uno dei migliori 10 incontri di sempre) ma anche sulla sua vita privata.

## Ambientazione
La pellicola è stata girata interamente a Zagabria, Croazia.

## Colonna sonora
La colonna sonora del film è la canzone Unconditional Faith dei Gotthard, inclusa nel album Need to Believe (2009). La scelta della band è stata fortemente voluta dallo stesso regista, che spiega così il motivo:
(Uwe Boll)